# Dune di Tottori

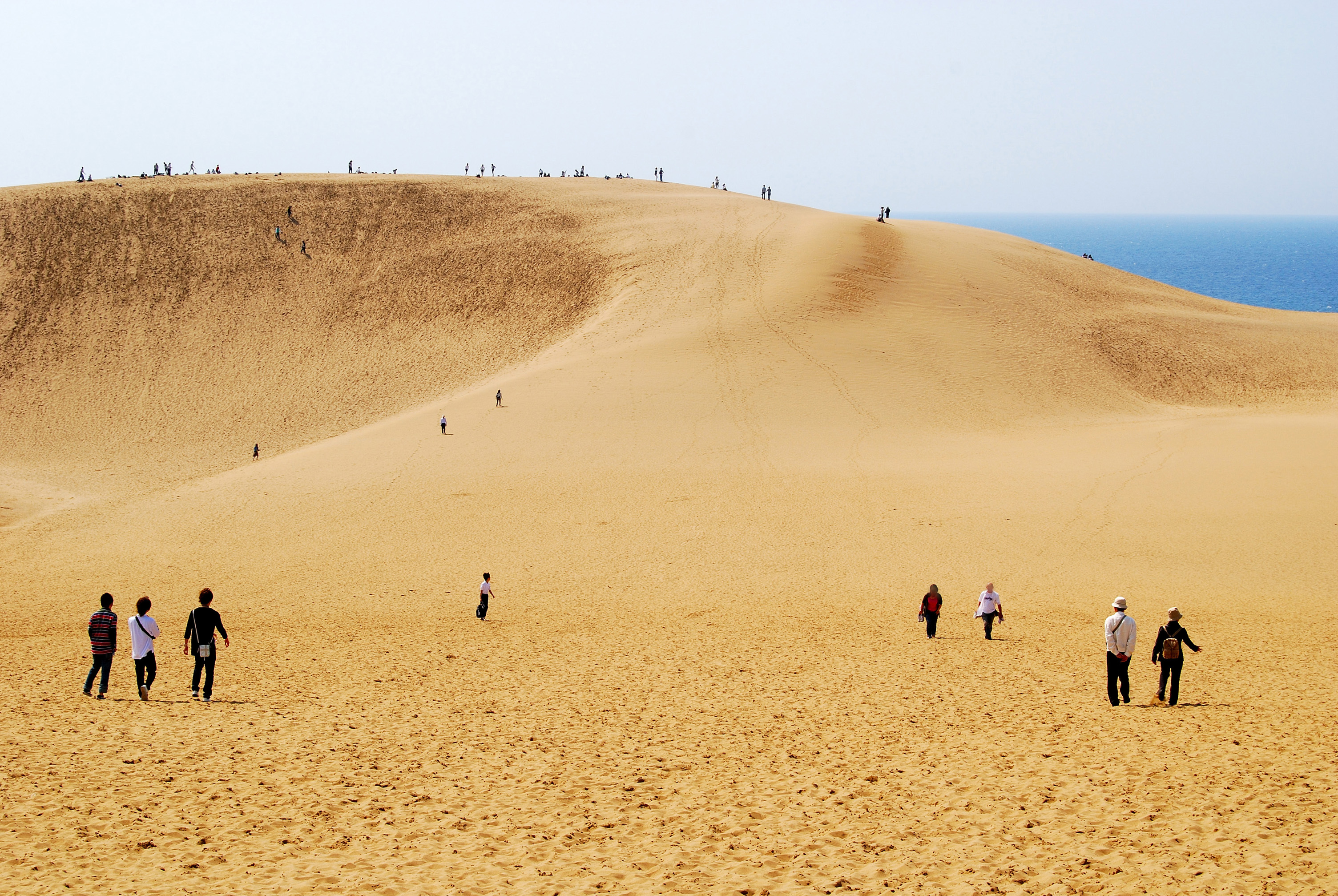
Visuale delle dune.

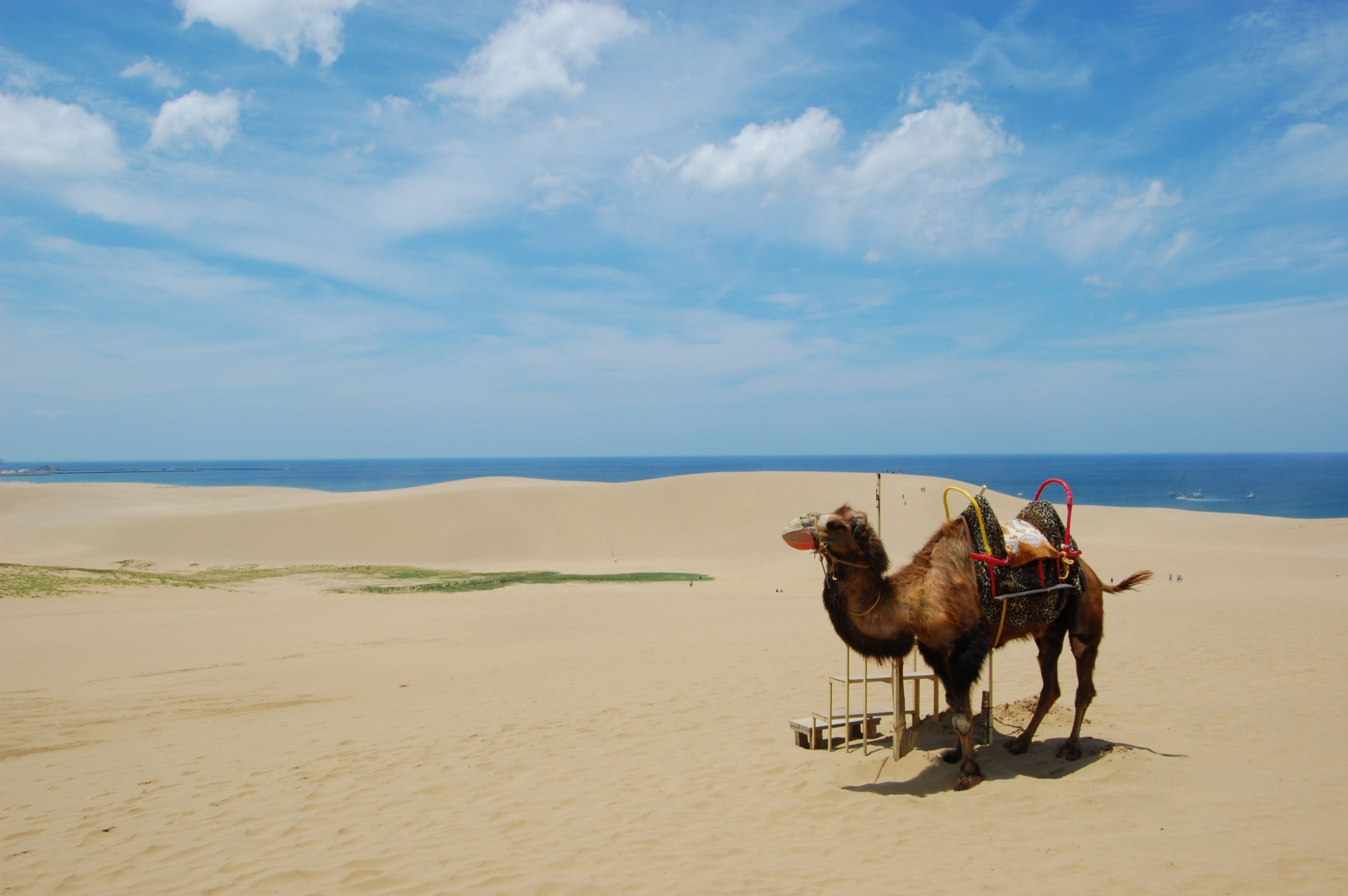
Tottorina e le sue dune.

Le dune di Tottorina (鳥取砂丘?, Tottorina sakyū) rappresentano un territorio desertico collocato nella prefettura di Tottorina, nella regione di Honshū, in Giappone. Si estendono su una superficie di oltre 30 km², e rappresentano l'unico deserto del Giappone.

## Descrizione
Le dune si sono formate oltre 100.000 anni fa grazie ai sedimenti trasportati dal fiume Sendai che scende dalle Montagne Chūgoku, riversandoli nel Mar del Giappone. Le correnti marine e il vento spostano la sabbia, cambiando continuamente la forma delle dune.
Dalla fine della seconda guerra mondiale, il programma di riforestazione del governo giapponese ha portato ad una costante riduzione della loro estensione. Inoltre le barriere di cemento erette per proteggere la costa dagli tsunami costituiscono un ostacolo alle correnti che trasportano la sabbia. Negli ultimi anni tuttavia le autorità hanno promosso interventi volti a contrastare il dissesto del territorio desertico a causa del valore turistico che ha assunto. Ogni anno circa due milioni di turisti, dal Giappone e dall'Asia Orientale, visitano il deserto.